# Álvaro Santiago (futbolista)
Álvaro Santiago Domínguez (Adra, Almería, España; 23 de noviembre de 1949) fue un futbolista español que se desempeñaba como defensor.

## Clubes
| Club        | País   | Año         |
| ----------- | ------ | ----------- |
| CE Sabadell | España | 1973 - 1981 |